# Laboe
Laboe [laˈbøː] est une commune et station balnéaire allemande faisant partie de l'arrondissement de Plön dans le Schleswig-Holstein, à l'est de la fœrde de Kiel. Son mémorial naval, commémorant les victimes de la bataille du Jutland, puis toutes celles de la marine allemande, a été édifié le 8 août 1927.

## Histoire
Laboe est à l'emplacement d'un village wende de pêcheurs colonisé progressivement par les Germains. C'est en 1240 qu'il est mentionné  pour la première fois sous le nom de Lubodne, venant du mot slave Lebed signifiant cygne. C'est pourquoi on le retrouve sur le blason de la commune. Le comte Adolphe II de Holstein organise la colonisation et le défrichement de toute la région, dont Laboe. Les fermes sont construites à cette époque autour d'une place intérieure en forme de croix, constituant un village de type Rundangerdorf. Il est incendié pendant une bataille entre Danois et Suédois en 1643. On a trouvé une fosse commune avec cinquante squelettes et leurs armes de cette époque. Le moulin à vent qui dresse ses ailes depuis 1872 a été reconstruit plusieurs fois.
Laboe est un village balnéaire depuis 1875, et possède une plage.

## Personnalités
- Karl Otto Schmidt (1904-1977), écrivain allemand né à Laboe

## Jumelages
- Neumarkt im Hausruckkreis (Autriche)
- Zingst (Allemagne)
- Vihula (Estonie)
- Eldridge (États-Unis)

## Tourisme
- Mémorial naval de Laboe et sous-marin Unterseeboot 995